# Viaredssjön
Viaredssjön är en sjö i Bollebygds kommun och Borås kommun i Västergötland och ingår i Rolfsåns huvudavrinningsområde. Sjön är 26 meter djup, har en yta på 3,85 kvadratkilometer och befinner sig 150,1 meter över havet. Sjön avvattnas av vattendraget Sörån.
Sjön ligger vid Viared och sträcker sig från Viared, över Sjömarken till Hultafors. Det finns inga större jordbruksmarker runt sjön och vattnet är förhållandevis klart med lite vass och andra vattenväxter. Djupet är ganska regelbundet mer än 20 meter. I viken vid Sjömarken är det emellertid förhållandevis grunt; här finns också mer vattenlevande växter.
Totalt ligger fyra tätorter vid Viaredssjön: Borås, Sjömarken, Sandared, och Hultafors. Vid sjöns södra strand finns åtskilligt med orörd strandlinje. Den norra sidan däremot, vid Sandared och Sjömarken, är hårt exploaterad av bebyggelse, vilken i de flesta fall når ända ner till vattnet.
I sjön finns abborre, braxen, gädda, gös, mört, sik (sällsynt), sutare och ål. Har man tur kan man få se storlommen som häckar i sjön.
Viaredssjöns Segelsällskap som har sin klubbstuga vid sjön, har anor från mitten av 1900-talet. Segelsällskapet hade en omfattande verksamhet ända in på 1980-talet. I mitten av 1970-talet kunde man räkna drygt tjugotalet Trissjollar under regattorna. Senare seglades även Laser, E-jolle och bräda av klubbens medlemmar. Segelsällskapet har fostrat en seglare av olympisk klass, Martin Andersson.
Företaget Brisar Strand har sommartid försäljning av glass och godis vid den större badstranden i Sandared. Man hyr även ut båtar och arrangerar turer kvällstid på sjön.
1908 startades torvbrytning i en mosse söder om Viaredssjön. Torven transporterades på pråmar över Viaredssjön till Hultafors där de lastades om till järnväg. Pråmarna drogs ursprungligen av roddbåtar eller av linor från land. Senare användes motorbåtar. 1920 ersattes pråmarna av lastbilstransporter. Motorbåten som tidigare använts som pråmdragare kom 1920–1927 att användas för nöjesturer på Viaredssjön efter bokning. Särskilt gick turer till pensionat Lyckebo, som 1925–1939 även ägde en egen motorbåt för nöjesturer. Efter andra världskriget återupptogs nöjestrafiken 1945–1950 men upphörde sedan.

## Delavrinningsområde
Viaredssjön ingår i delavrinningsområde (640130-131797) som SMHI kallar för Utloppet av Viaredssjön. Medelhöjden är 197 meter över havet och ytan är 31,17 kvadratkilometer. Räknas de 2 avrinningsområdena uppströms in blir den ackumulerade arean 68,57 kvadratkilometer. Sörån som avvattnar avrinningsområdet har biflödesordning 2, vilket innebär att vattnet flödar genom totalt 2 vattendrag innan det når havet efter 71 kilometer. Avrinningsområdet består mestadels av skog (52 %). Avrinningsområdet har 4,08 kvadratkilometer vattenytor vilket ger det en sjöprocent på 8,5 %. Bebyggelsen i området täcker en yta av 5,42 kvadratkilometer eller 11 % av avrinningsområdet.